# Induktive Höranlage
Eine induktive Höranlage, auch Induktionsschleifenanlage, Induktionsschleife, seltener Ringschleifenanlage oder Hörschleife,  ist eine technische Einrichtung, mit der Audiosignale, vornehmlich Redebeiträge und gelegentlich auch Musik in Veranstaltungsräumen für schwerhörige Personen zugänglich gemacht werden können. Die Tonsignale werden dazu in analoge elektrische Ströme umgewandelt und diese über eine im Raum ausgelegte Induktionsschleife als elektromagnetisches Wechselfeld ausgesendet. Mit Hörgeräten, die eine eingebaute Empfangspule haben (T-Spule, Abmessungen bis zu 5 mm Länge und maximal 2 mm Durchmesser), können diese Tonsignale empfangen und störungsarm wiedergegeben werden. Die Signale können auch über einen Induktionsempfänger (z. B. Ampetronic ILR3, Adastra LR2, Geemark LH10, Humantechnik/Sarabec Crescendo 60, Humantechnik LPU-1 u.v.a.m.) empfangen und über Kopfhörer wiedergegeben werden, sodass auch Schwerhörige ohne Hörgerät diese Anlage nutzen können. Hat das Hörsystem keine aktivierte T-Spule eingebaut, so gibt es bei einer Reihe von Hörsystem-Herstellern Zubehörteile mit externen T-Spulen. Ebenso gibt es bei vielen Hörsystem-Konzernen Zubehörteile mit analogem Audio-Anschluss. Diese übertragen über eine konzernspezifische Drahtlostechnik ins Hörsystem (meist fälschlicherweise als Bluetooth bezeichnet, da diese Hörsysteme in aller Regel auch über Bluetooth verfügen). Diese Zubehörteile werden mit einem Induktionsempfänger verbunden und so können auch Hörsysteme, die nur über eine Drahtlostechnik verfügen, angebunden werden.
Die induktive Höranlage ist bisher die einzige niederschwellige barrierefreie Höranlagen-Technologie. Alle anderen Höranlagen-Techniken benötigen Zusatz-Empfänger (FM, IR, DECT, 2,4-GHz-Technik, ggf. auch Auracast) oder ein Smartphone zum Empfang (WiFi-Streamer, Auracast). Bei Auracast ist ein Smartphone zur Auswahl des Streams, eines etwaigen Passcodes oder Einscannen eines Barcodes nötig.

Logos für den Hinweis auf induktive Höranlagen

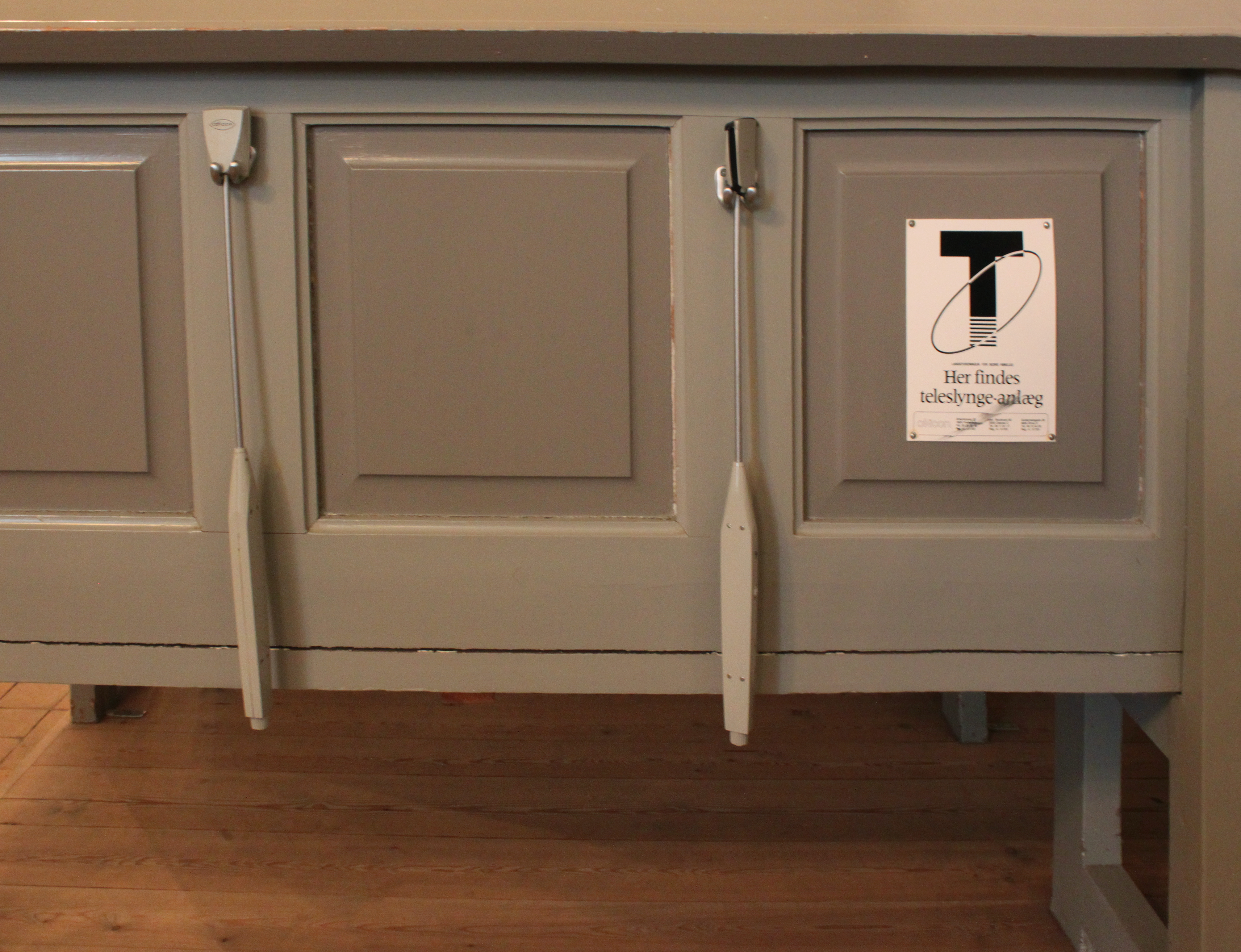
Hinweis auf induktive Höranlage in einer dänischen Kirche

## Aufbau und Funktionsweise
Das System besteht aus einer Signalquelle (z. B. Mikrofon bzw. die üblicherweise schon vorhandene Mikrofonanlage), einer elektronischen Verstärkerschaltung (technisch ein Stromverstärker – Ausgangsstrom proportional Eingangsspannung – im Gegensatz zu einem Spannungsverstärker – Ausgangsspannung proportional Eingangsspannung – für die Lautsprecher), einer Induktionsschleife mit meist nur einer Windung und dem Hörgerät bzw. einem Induktionsempfänger als Empfangsgerät.
Die Induktionsschleife wird um den zu versorgenden Raum herum, etwa entlang der Innenwände, verlegt und mit dem Verstärkergerät verbunden. Ist der Raum größer (z. B. Breite mehr als etwa 6–10 m) oder es gibt Stahlarmierungen, dann sind spezielle Verlegungsformen sinnvoll (z. B. Acht, Doppelacht oder Looparray). Im Betrieb wird von dieser Kabelschleife ein magnetisches Wechselfeld ausgesandt, das in der Empfangsspule des Hörgeräts durch elektromagnetische Induktion eine elektrische Spannung erzeugt, deren Verlauf dem des Audiosignals gleicht. Im Hörgerät wird diese durch den Audioverstärker verstärkt, dem individuellen Hörverlust angepasst und über den Ohrhörer an das Trommelfell des Trägers geleitet. Die Feldstärke dieses Magnetfeldes beträgt nach Norm DIN EN 60118-4 im Schnitt 100 mA/m und maximal 400 mA/m entsprechend magnetischer Flussdichte 502nT und ist somit erheblich schwächer als das Erdmagnetfeld und medizinische Implikationen sind nach allen Erfahrungen nicht gegeben. Sie hat einen Frequenzumfang nach Norm von 100-5000 Hz ±3 dB, die meisten Anlagen jedoch von 80-6500 Hz ±3dB , also den gesamten Kernbereich der Sprache umfassend.
Um solche Induktionsschleifenanlagen nutzen zu können, muss das Hörgerät über eine so genannte Telefonspule (kurz: „T-Spule“) verfügen, die das magnetische Wechselfeld der Induktionsschleife aufnimmt. Bei der Nutzung der T-Spule sollte eigentlich das Mikrofon des Hörgerätes deaktiviert werden. Ein Großteil der Hörgeräte (ca. 82–85 %) besitzt solch eine T-Spule, die meist in Hörgeräteakustikerfilialen nicht aktiviert wird, d. h. die Verfügbarkeit wird auf einen Programmplatz gelegt. Hintergrund der häufigen Deaktivierung der T-Spule soll sein, dass eine versehentliche Aktivierung zu Verwirrung gerade bei weniger Technikaffinen führen könnte. Dies konnte bei den früheren analogen Hörgeräten versehentlich passieren, da diese einen kleinen Kippschalter zur Umstellung besaßen. Heutzutage jedoch muss ein Bedienknopf meist ein bis dreimal lange gedrückt werden, um in das T-Spulen-Programm zu gelangen und diese Umstellung wird akustisch vom Gerät angezeigt. Die meisten Hörsysteme werden beim Umstellen auf das T-Spulen-Programm faktisch jedoch in eine Mischstellung aus Mikrofon und T-Spulen-Empfang versetzt. Dadurch ist der Höreindruck über Mikrofon leiser und über die T-Spule könnte in seltenen Fällen ein Brummen zu hören sein, was insgesamt den Eindruck eines Gerätedefekts hervorrufen könnte. Jedoch wird Hörsystemnutzern erklärt, dass sich das Hörgerät durch aus- und einschalten immer in den Normalzustand versetzt, dass also das Gerät durch Fehlbedienung nicht beschädigt wird.

## Anwendung
Induktive Höranlagen finden vor allem in öffentlichen Gebäuden und Veranstaltungsräumen wie z. B. Kirchen, Kinos, Theatern und Vortragssälen Anwendung. Nach der Bundesbaurichtlinie müssen öffentliche Gebäude dann, wenn eine Lautsprecheranlage installiert wird, auch – sofern machbar – mit einer Höranlage versehen werden, bevorzugt mit einer Induktionsanlage. Mit einer induktiven Höranlage ausgestattete Örtlichkeiten werden oft im Eingangsbereich über ein Hinweisschild in Form eines blauen oder gelben Quadrates mit einem stilisierten Ohr und dem Buchstaben „T“ ausgewiesen.
Aus Kostengründen oder wegen vermutet geringer Nutzerzahl werden oft nur Teilbereiche eines Veranstaltungsraumes mit einer Ringschleife versehen. Dies sind etwa nur bestimmte Platzgruppen in Kinos oder in einer Kirche, die dann auch entsprechend gekennzeichnet sind. Dies ist aber im Sinne der Inklusion nicht als barrierefrei zu betrachten. Induktionsanlagen sind eigentlich stationäre Anlagen. Aber es können mobile FM-Anlagen oder stationäre Infrarotanlagen mithilfe einer Mini-Induktionsschleife (Halsringschleife) ebenfalls die Vorteile einer induktiven Übertragung in das Hörgerät nutzen.

## Vorteile
- In der Regel Verbesserung des Stör- zu Nutzgeräuschverhältnis, da das reine Audiosignal selektiv übertragen wird und Nebengeräusche ausgeblendet oder erheblich reduziert werden.
- Verbesserte Sprachverständlichkeit in Vortragsräumen mit langen Nachhallzeiten, wie insbesondere in Kirchen, da das übertragene Signal mit Mikrofon direkt an der Schallquelle aufgenommen und der Nachhall nur stark gedämpft übertragen wird.
- Praktisch vollständige Ausblendung störender Nebengeräusche aus der nahen Umgebung des Hörgeräteträgers im übertragenen Nutzsignal.
- Weltweite und hersteller-unabhängige Kompatibilität.
- Vor Ort keine Bitte der Hörgeräteträger um zusätzliche Gerätschaften notwendig.
- Keine zusätzlichen Anschaffungskosten für den Hörgeräteträger (alle Kassen-Hörgeräte besitzen die T-Spule und auch in zuzahlungspflichtige Hörsysteme ist sie kostenfrei erhältlich).
- Keine Begrenzung der Nutzeranzahl, da vor Ort keine Einzelgeräte vorgehalten und an Nutzer ausgegeben werden müssen.
- Nutzung der an die individuelle Hörschädigung angepasste Übertragungscharakeristik des einzelnen Hörgeräts (im Gegensatz etwa bei der Verwendung von Kinnbügelempfängern).
- Im Gegensatz zu digitalen Systemen hat die Induktive Höranlage als analoges System keine Latenz (Zeitversatz), sodass die für Schwerhörige wichtige optische Information (Mundabsehen, Mimik, Gestik) = Zweiwegeprinzip zeitgleich zur Verfügung steht und nicht erst durch zusätzliche Gehirnleistung synchronisiert werden müssen.

## Nachteile
- Störbarkeit durch niederfrequente elektromagnetische Einstreuungen aus Geräten mit Erzeugung magnetischer Wechselfelder (wie Leuchtstofflampen mit magnetischen Vorschaltgeräten, Röhrenmonitore, Netzgeräte).
- Mögliche Störungen anderer empfindlicher Geräte durch die induktive Höranlage (wie  elektroakustische Musikinstrumente im Bereich der Induktionsspule).[2]
- Keine Verschlüsselung, Kein Schutz gegen Abhören von außerhalb des Vortragsraums, was allerdings genauso für die Lautsprecheranlage gilt.
- Mögliche Beeinträchtigung und technischer Mehraufwand in Gebäuden mit besonders großen Stahlbauteilen und -armierungen im Gebäude.
- Die Einrichtung und Installation erfordert besondere Fachkunde.